# 阿尔托 (意大利)
阿尔托（義大利語：Alto），是意大利库内奥省的一个市镇。总面积7.58平方公里，人口125人，人口密度16.5人/平方公里（2009年）。ISTAT代码为004005。